# Museo de Londres
El Museo de Londres documenta la historia de Londres desde la prehistoria hasta el presente. El museo se encuentra cerca de Barbican centre, como parte del llamativo complejo de edificios Barbican creado en las décadas de 1960 y 1970 como parte de una innovadora restauración de un área de la City castigada por los bombardeos. Está a pocos minutos caminando al norte de la catedral de San Pablo y domina los restos del muro Romano encontrándose al borde del casco más antiguo de Londres, conocido como la City, hoy en día el distrito financiero. El museo trata principalmente la historia social de Londres y sus habitantes a través de la historia. La gestión del museo es a cargo del ministerio.

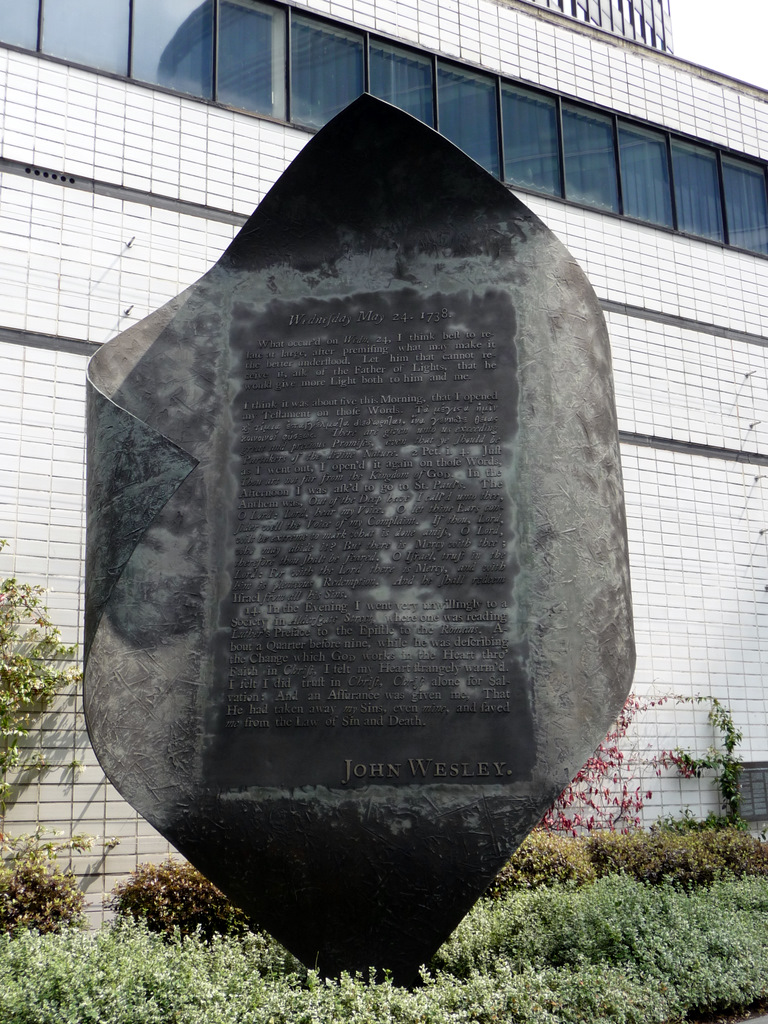
Placa dedicada a John Wesley

## Descripción

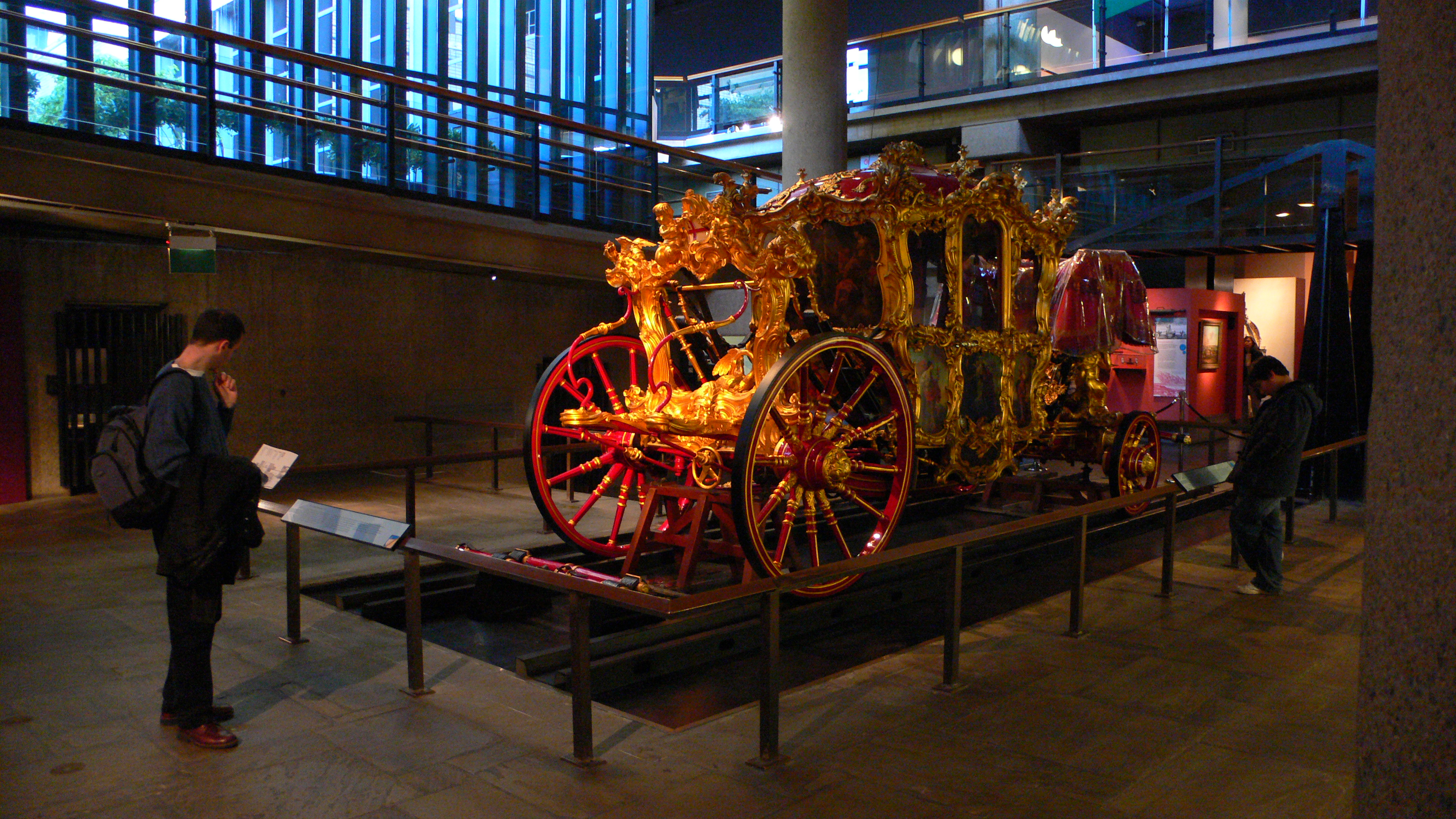
Interior con el carruaje del Mayor's state expuesto.

El museo fue abierto en 1976 como parte del Barbican Estate, hospedando colecciones previamente expuestas por el ayuntamiento en el Guildhall y también piezas de otras colecciones, incluyendo del London Museum, que se encontraba en el palacio de Kensington. Los arquitectos fueron Philip Powell e Hidalgo Moya, que realizaron un diseño innovador del museo según el cual las galerías fueron construidas de tal manera que sólo existe una ruta posible para recorrer el museo —desde la era prehistórica hasta los tiempos modernos.
El museo comprende una serie de galerías ordenadas cronológicamente que contienen piezas originales, modelos, cuadros y diagramas, con un fuerte énfasis en los descubrimientos arqueológicos, el desarrollo urbanístico y pantallas interactivas y actividades para todas las edades. Fragmentos del muro romano pueden ser vistos justo afuera del museo. La galería prehistórica, "Londres antes de Londres" y la galería  "El Londres medieval" han sido actualizadas, y en 2007 se ha inaugurado una nueva exhibición sobre el Gran incendio de Londres.
El museo está siendo ampliado en una obra de 20 millones de libras que deberá estar finalizada en mayo del 2010. Esta ha sido la mayor inversión realizada desde su inauguración en 1976. El rediseño, realizado por los arquitectos londinenses Wilkison Eyre, contará la historia de Londres y los londinenses desde el Gran incendio de Londres de 1666 hasta la época actual. La obra incluye cuatro nuevas galerías. La nueva galería de la City dispone de grandes ventanas a nivel de calle a lo largo del muro de Londres que disponen una vitrina luminosa para el desfile de Lord Mayor's Show. 
Las galerías del Londres moderno incrementan el espacio dedicado a exposición en un 25 por ciento y permite la exhibición de 7000 piezas. La muestra estrella incluye una reconstrucción de los Jardines victorianos de los placeres Vauxhall, los interiores premonitorios de madera de la prisión de deudores de Wellclose, un ascensor art decó de los almacenes Selfridges y los muñecos estrella del programa de TV para niños de la BBC Andy Pandy y Bill y Ben.
Las nuevas galerías ponen un mayor énfasis en el Londres contemporáneo y el coleccionismo moderno. "World City" es la galería que cuenta la historia de Londres desde 1950 hasta el día de hoy. Trajes de moda - desde los rígidos y elegantes trajes de la década de 1950, pasando por el vestido de Mary Quant de la década de 1960, la elegancia hippy de la década de 1970 y los pantalones bondage y las camisetas desgarradas de la era punk. Y la moda llega hasta el día de hoy con la pashmina de la colección de 2008 de Alexander McQueen.
El nuevo vestíbulo del museo llamado Sacler muestra una pantalla elíptica donde el trabajo de los aún por darse a conocer jóvenes directores de cine será mostrado en la comisión de cine bianual del Museo de Londres, en asociación con Film London.  La nueva galería de arte "Inspirando Londres" mostrará las nuevas adquisición de impresiones contemporáneas, cuadros y dibujos a la vez que una parte de las obras de arte de las colecciones ya pertenecientes al museo.
El museo está abierto todos los días desde las 10am hasta las 6pm, excepto del 24 al 26 de Diciembre. Entrada gratuita.

## Museo del área portuaria de Londres
En 2003, el Museo del área portuaria de Londres (Museum in docklands) fue inaugurado en un almacén del siglo XIX, Canary Wharf en la Isla de los Perros. El museo del área portuaria de Londres traza la historia de Londres como un puerto, empezando hace 2000 años con el puesto de comercio romano establecido en los bancos del río Támesis y siguiendo con la expansión de Londres convirtiéndose en el mayor puerto marítimo el mundo jamás conoció. En noviembre de 2007, se abrió la primera galería permanente de la capital mostrando la implicación de Londres en el comercio de esclavos transatlántico, "Londres, azúcar y esclavismo".

## Museo arqueológico de Londres
El Museo de Londres incluye el Museo arqueológico de Londres, que provee de servicios de arqueología en Londres pero también en todo el territorio de Reino Unido y en el resto del mundo. Los hallazgos arqueológicos hechos por esta rama y otros departamentos trabajando en Londres son archivados en el Archivo del Museo arqueológico de Londres. 

## Estructura
Museo de Londres, Museo del área portuaria de Londres y el Museo arqueológico de Londres son todos parte del mismo grupo. Desde el 1 de abril del 2008, el museo es gestionado y financiado por el Ayuntamiento de la City de Londres y la Greater London Authority. Antes de esto el museo había sido gestionado por la City de Londres y el Departamento de Cultura, Comunicación y Deportes. Está dirigido por un director.

### Lista de directores
1. Tom Hume (1972 hasta 1977)
2. Max Hebditch (1977 hasta 1997)
3. Simón Thurley (1997 hasta 2002)
4. Jack Lohman (2002 hasta hoy en día)